# Margem (Gavião)
Margem ist eine Kleinstadt (Vila) und Gemeinde in der portugiesischen Region Alentejo. Der Sitz der Gemeinde liegt in der Ortschaft Vale De Gaviões.

## Geschichte
Erste Stadtrechte erhielt Margem durch König D. Manuel im Jahr 1518.
Es blieb Sitz eines eigenen Kreises bis zu den Verwaltungsreformen nach dem liberalen Miguelistenkrieg 1834, mit denen der Kreis Margem 1836 aufgelöst und dem Kreis Gavião angegliedert wurde.

## Verwaltung
Margem ist eine Gemeinde (Freguesia) im Kreis (Concelho) von Gavião im Distrikt Portalegre. In ihr leben 641 Einwohner auf einer Fläche von 57 km² (Stand 19. April 2021).
Folgende Orte gehören zur Gemeinde:
| - Moinho do Torrão - Monte Novo - Monte Velho - São Bartolomeu - Sumo | - Vale da Madeira - Vale da Vinha - Vale de Bordalo - Vale de Gaviões |